# Gloria Allred
Gloria Rachel Allred (nata Bloom; Filadelfia, 3 luglio 1941) è un'avvocata statunitense per i diritti delle donne.
È stata inserita nella National Women's Hall of Fame.

## Biografia
Gloria Rachel Bloom è nata in una famiglia ebraica della classe operaia di Filadelfia nel 1941. Suo padre Morris lavorava come venditore e sua madre era una casalinga. Dopo essersi diplomata alla Philadelphia High School for Girls ha frequentato l'Università della Pennsylvania, dove ha incontrato il suo primo marito Peyton Huddleston Bray Jr. La coppia ha avuto la loro unica figlia Lisa Bloom, anch'ella un'avvocata ed ex conduttrice di Court TV.
Nel 1963 Gloria Bloom ha conseguito una laurea in inglese laureandosi con il massimo dei voti. Nonostante le forti obiezioni del suo professore, ha scritto la sua tesi di laurea sugli scrittori afroamericani. Ha insegnato alla Benjamin Franklin High School e ha conseguito un master all'Università di New York, dove si è interessata al movimento per i diritti civili. Nel 1966 si è trasferita a Los Angeles, dove ha lavorato per la Los Angeles Teachers Association e insegnato alla Jordan High School e alla Fremont High School.
Nella sua autobiografia descrive come, durante una vacanza ad Acapulco nel 1966, fu violentata venendo minacciata con una pistola, scoprendo poi di essere incinta e abortendo illegalmente. Ha dichiarato di non aver denunciato lo stupro perché pensava che nessuno le avrebbe creduto.
Nel 1968 ha sposato William Allred, da cui ha divorziato nel 1987. Si è iscritta alla Southwestern University School of Law e successivamente si è trasferita alla Loyola University School of Law presso la Loyola Marymount University di Los Angeles. È stata ammessa all'albo degli avvocati della California nel 1975.

### Carriera legale
In una carriera legale che dura da quattro decenni, Allred ha rappresentato un'ampia varietà di clienti in cause per i diritti civili che hanno coinvolto molestie sessuali, diritti delle donne, licenziamento illegale e discriminazione sul lavoro. Il New Republic l'ha definita "una maestra di lunga data della conferenza stampa". Ha rappresentato molti clienti in cause contro celebrità, compresi quelli contro il batterista dei Mötley Crüe Tommy Lee, Arnold Schwarzenegger, Herman Cain, David Boreanaz, Scott Lee Cohen, Anthony Weiner, Sacha Baron Cohen, Esai Morales e R. Kelly.

#### Anni '70 e '80

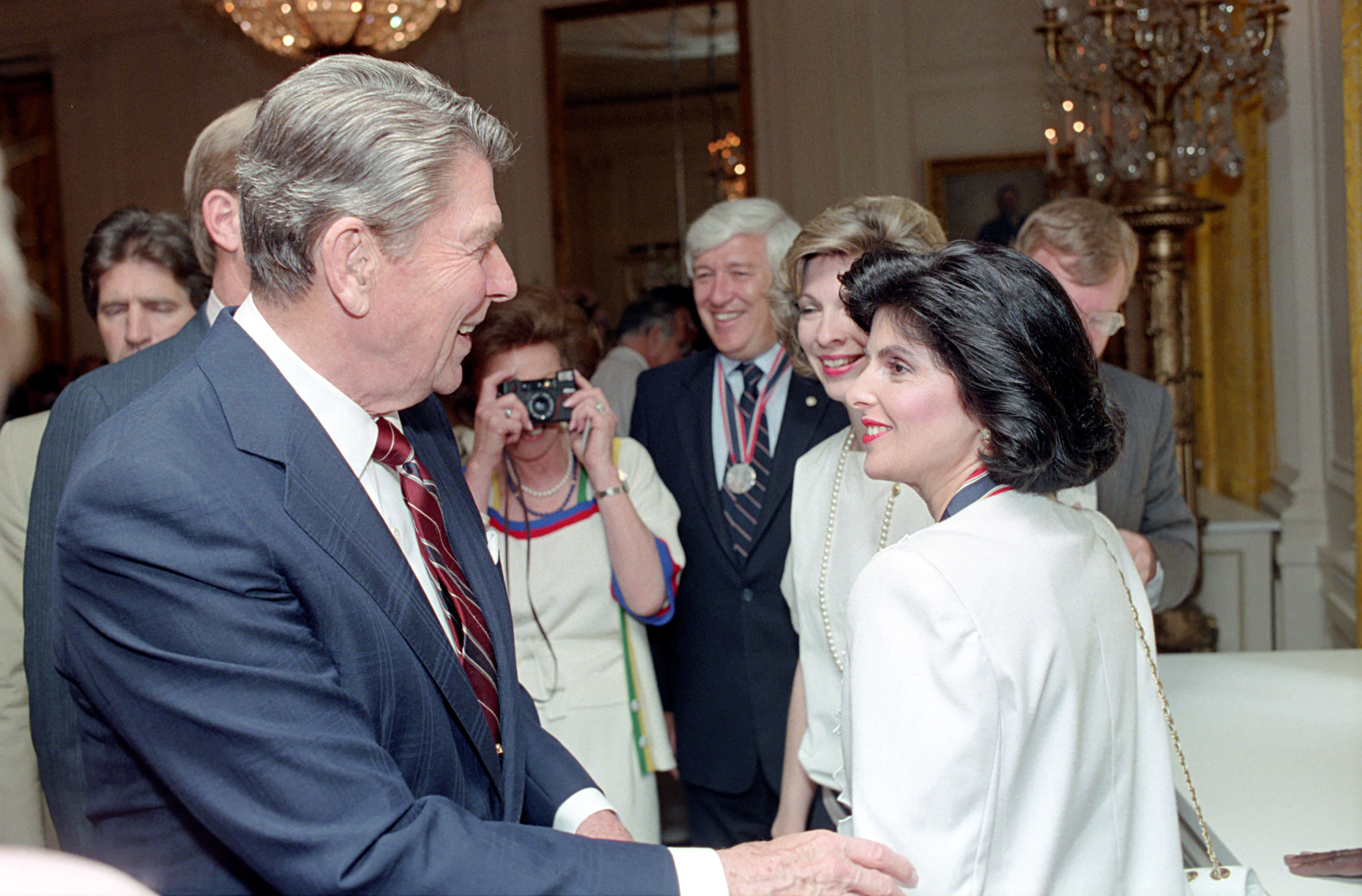
Allred con il presidente Ronald Reagan nel 1986

Allred ha fondato la società Allred, Maroko & Goldberg con i colleghi Loyola Michael Maroko e Nathan Goldberg nel gennaio 1976. Nel 1979 ha rappresentato sette bambini e i loro genitori in una causa contro la catena Sav-On Drugstore per impedire al negozio di designare sezioni separate per giocattoli per ragazzi e ragazze. Nel 1981, mentre il senatore dello stato della California John G. Schmitz stava conducendo le udienze sul divieto dell'aborto, Allred gli regalò una cintura di castità.
Nel 1985, insieme a Catharine MacKinnon, redasse una versione dell'ordinanza sui diritti civili antipornografia per la contea di Los Angeles. La legislazione non riuscì ad essere approvata dal consiglio dei supervisori della contea di Los Angeles.

#### Anni '90
Allred scrisse una lettera al Comitato etico del Senato nel 1992 chiedendo di indagare sulle azioni del senatore dell'Oregon Bob Packwood, che era stato oggetto di un articolo di giornale che descriveva la sua storia di molestie sessuali. Fece pressione sul Comitato ed esortò Packwood a pubblicare i suoi diari. Alla fine il Comitato votò per la sua espulsione e il senatore si dimise.
Nel 1983 difese le attiviste lesbiche Deborah Johnson e Zandra Rolón nella loro causa contro il proprietario del ristorante di Los Angeles Papa Choux dopo aver negato loro il servizio in uno stand riservato alle "coppie romantiche". Mentre il tribunale inferiore negò alle due un'ingiunzione basata sulla discriminazione illegale, la corte d'appello annullò la decisione in Rolon c. Kulwitzky (1984), trovando che il comportamento del ristorante era una discriminazione vietata dal Codice municipale di Los Angeles. Piuttosto che servire le coppie LGBT, il ristorante decise di eliminare del tutto lo stand e pubblicizzò un evento dal nome "Wake for Romance".
Nel 1995 Allred difese l'undicenne Katrina Yeaw in Yeaw v. Boy Scouts of America, una causa contro i Boy Scouts of America per determinare se l'organizzazione avesse il diritto di escludere le ragazze dall'essere membri. Nello stesso anno difese la famiglia di Nicole Brown Simpson durante il processo per omicidio di OJ Simpson. Nell'agosto 1997 rappresentò la modella Kelly Fisher, quando citò in giudizio Dodi Fayed per presunta rottura del loro fidanzamento per iniziare la sua relazione altamente pubblicizzata con Diana Spencer.
Allred rappresentò l'attrice di Melrose Place Hunter Tylo nel 1997 quando il produttore Aaron Spelling la licenziò perché era incinta. All'attrice furono riconosciuti $ 4,8 milioni. Il caso fu importante per sancire i diritti delle attrici a continuare a lavorare in caso di gravidanza.

#### Anni 2000
Dopo che il cantante pop Michael Jackson tenne suo figlio sul balcone di un hotel a Berlino nel 2002, Allred scrisse una lettera ai servizi di protezione dei bambini della California, chiedendo un'indagine sulla sicurezza dei bambini di Jackson e parlò alla CNN sull'argomento. Peraltro difese un ragazzo nel 1993 che aveva accusato Jackson di abusi sessuali. Più tardi, nel 2002, Allred difese la famiglia di Gwen Araujo, un'adolescente transgender che fu brutalmente picchiata a morte quando si venne a sapere che era nata maschio.
In una denuncia del marzo 2008 contro la TSA, Allred difese una cliente a cui furono date delle pinze e gli fu detto di rimuovere i suoi piercing ai capezzoli in un aeroporto di Lubbock, in Texas. Nell'aprile 2008 difese la famiglia di un'adolescente che era stata picchiata e filmata da otto ragazzi della Florida. È apparsa anche in Today Show difendendo Jessica Gibson, che aveva denunciato Rob Lowe per molestie sessuali.
Nel 2009 difese Rachel Uchitel dalle accuse di intrattenere una relazione extraconiugale con il golfista Tiger Woods. Rappresentò anche Joslyn James, un'attrice pornografica e presunta amante di Woods.

#### Anni 2010
Il 14 maggio 2010, in una conferenza stampa tenutasi presso l'ufficio di Allred, l'attrice inglese Charlotte Lewis ha affermato che il regista Roman Polanski l'aveva violentata nel suo appartamento di Parigi quando aveva 16 anni. Nel giugno 2010 difese Debrahlee Lorenzana, un'ex dipendente di banca che aveva attirato l'attenzione del pubblico dopo aver affermato di essere stata licenziata per essere troppo attraente. Nell'agosto 2010 rappresentò Jodie Fisher, la cui denuncia per molestie sessuali ha rivelato irregolarità nel conto spese che hanno portato alle dimissioni del CEO di HP Mark Hurd.
Il 27 aprile 2011 Allred è apparsa in una conferenza stampa con la famiglia di Justin Quinn, presumibilmente minacciato a una partita di baseball dei San Francisco Giants dall'allenatore dei Braves Roger McDowell. Quinn aveva obiettato agli insulti omofobi pronunciati da McDowell e all'uso di una mazza da baseball per simulare un atto sessuale in presenza delle sue figlie.
Nel 2012 ha affrontato il caso di Jenna Talackova, una donna transgender canadese che era stata squalificata dal concorso di Miss Universo Canada per non essere una donna "naturalmente nata". L'organizzazione Miss Universo alla fine ha annullato la sua decisione prima che il caso procedesse in tribunale. Nel giugno 2012 ha difeso un'ex fidanzata di Rudy Eugene, protagonista dell'attacco cannibale di Miami.
Allred rappresenta almeno 28 donne che accusano Bill Cosby di violenza sessuale, molestie sessuali e / o altri comportamenti sessuali scorretti. Rappresenta anche tre donne che accusano Donald Trump di cattiva condotta sessuale - affermazioni che Trump ha negato e che sono emerse per la prima volta durante la sua campagna presidenziale del 2016.
L'11 novembre 2017 ha tenuto una conferenza stampa in rappresentanza della sua cliente Beverly Young Nelson, in quanto aveva rilasciato una dichiarazione in cui si denunciava l'aggressione sessuale perpetrata da Roy Moore quando aveva 16 anni.
Nel 2019 le giornaliste del New York Times Jodi Kantor e Megan Twohey hanno discusso dei modi in cui Allred e la sua società hanno tratto profitto dagli accordi di non divulgazione, mettendo a tacere le vittime di cattiva condotta sessuale attraverso "accordi segreti". Lo studio di Allred aveva negoziato la non divulgazione per una vittima di Harvey Weinstein e le vittime del conduttore di Fox News Bill O'Reilly e del medico Larry Nassar. Allred ha espresso la sua antipatia per una proposta di legge della California del 2017 che vieterebbe le clausole di non divulgazione negli accordi che mettono a tacere le vittime di molestie o aggressioni sessuali.

#### Anni 2020
Nel febbraio 2020 Allred ha noleggiato uno scuolabus per incoraggiare il principe Andrea a parlare con l'FBI delle accuse di cattiva condotta sessuale. Lo scuolabus è stato coperto da una pubblicità e collocato fuori Buckingham Palace, includendo fotografie del Duca di York e un messaggio che lo invitava a rispondere alle domande circa la controversia.

### Apparizioni radiotelevisive
Allred ha co-ospitato un talkshow radiofonico con Mark Taylor su KABC a Los Angeles per 14 anni e ha lavorato come relatrice nel revival del programma televisivo del 1990 To Tell the Truth.
Il 12 settembre 2011 ha debuttato nel programma televisivo We the People with Gloria Allred, uno spettacolo che utilizza attori improvvisati per ricreare scenari fittizi di casi giudiziari. Nell'aprile 2013 è apparsa nel reality show RuPaul's Drag Race e il 27 novembre 2016 ha interpretato sé stessa nella serie TV Graves.

## Critiche
- Nel 2012 The Atlantic l'ha descritta come "cacciatrice ambulante del femminismo" dopo aver difeso due uomini coinvolti in una causa contro l'attore John Travolta.[63]
- La giornalista del Daily Beast Tricia Romano l'ha etichettata come "segugio pubblicitario".[64]
- Il ruolo di Allred, insieme a quello di sua figlia, nel sopprimere presumibilmente le voci delle presunte vittime di Harvey Weinstein[65] è stato raccontato nel libro di Jodi Kantor e Megan Twohey del 2019 She Said: Breaking the Sexual Harassment Story That Helped Ignite a Movement.

## Opere
- Gloria Allred e Deborah Caulfield Rybak, Fight Back and Win: My Thirty-Year Fight Against Injustice and How You Can Win Your Own Battles, New York, ReganBooks, 2006, ISBN 978-0-06-073928-7, OCLC 62755633.